# Hot Springs (Dél-Dakota)
Hot Springs település az Amerikai Egyesült Államok Dél-Dakota államában, Fall River megyében, melynek megyeszékhelye is. Lakosainak száma 3395 fő (2020. április 1.).

## Népesség
A település népességének változása:

| 2010 | 3 711 |
| 2020 | 3 395 |